# Bojta
A Bojta török baj szóból származó régi magyar férfi személynév, jelentése: gazdag, bő. A név eredeti formája Baj, Boj volt, a Bojta ennek kicsinyítőképzős változata.

## Rokon nevek
- Vajta:[1] alakváltozat[3]

lásd még: Vajk, Baján

## Gyakorisága
Az 1990-es években a Bojta és Vajta egyaránt szórványos név volt, a 2000-es években egyik sem szerepel a 100 leggyakoribb férfinév között.

## Névnapok
Bojta, Vajta:
- április 24.
- december 20.

## Híres Bojták, Vajták
- Koppány egyik támogatója Bojta vezér.[forrás?]